# Jetsmark Idrætsforening
Jetsmark Idrætsforening (eller Jetsmark I.F., JIF) er en dansk fodboldklub fra Pandrup, der spillede i 2. division, men gik konkurs i 2022.Fra sæsonen 2008/2009 hed klubbens førstehold Blokhus FC inden man den 26. februar 2013 ændredede det til Jammerbugt FC.
Klubben blev grundlagt i 1973 som en fusion af to eksisterende klubber i Pandrup, Kaas Idrætsforening og Pandrup Boldklub. I 2002 sikrede klubben sig oprykning til 2. division for første gang. I 2006 opnåede klubben en 5. plads i rækken.
Siden 2001 har holdets træner været Henning Pedersen.
Deres klublogo er et slags hus i grøn, med en bold i midten, og i bunden med nogle grønne og hvide striber – sikkert også derfor at spillertrøjen er grøn og hvid. Skriften i logoet er med "Arial" størrelse 16, og med grøn skrift.
I dette års udgave af DBU's landspokalturnerning, slog Jetsmark IF SAS Liga-holdet Viborg FF ud, efter forlænget spilletid og straffespark (Jetsmark IF vandt med 6-5) og i 8-dels-finalen vandt Viasat Divisionsholdet Skive IK over Jetsmark IF.
Grundet økonomiske problemer besluttede klubben i 2008 at skabe overbygningsklubben Blokhus FC, for på denne måde at inddrage et større lokalområde i fodboldsamarbejdet. Elitestrukturens navn blev den 26. februar 2013 ændret til Jammerbugt FC.

## Fankultur
Jetsmark IF har op til flere aktive fangrupper. Blandt disse er Jetsmark Fanatics, Jetsmark Casuals Copenhagen og Jetsmark Ultras. Disse grupper stammer alle fra København, og Jetsmark Fanatics og Jetsmark Ultras er tidligere kendt som Young Boys og stammer begge oprindeligt fra Jetsmark Casuals Copenhagen. Disse grupper er ikke kendt for at være voldelige, men de har for vane at benytte romerlys på de stadions, de besøger.